# Olandezul zburător (operă)
Olandezul zburător (în germană Der fliegende Holländer), în românește cunoscut și cu titlul Vasul fantomă, este o operă compusă de Richard Wagner pe un libret scris de compozitor însuși, inspirat din romanul satiric Aus den Memoiren des Herrn von Schnabelewopski („Din memoriile domnului Schnabelewopski”) de Heinrich Heine. Olandezul zburător se înscrie în curentul romantic.
Premiera operei a avut loc la Dresda, în ziua de 2 ianuarie 1843, sub bagheta compozitorului.
Premiera în România a avut loc la 15 octombrie 1926 la Opera Română din Cluj, cu titlul Vasul fantomă, fiind reluată într-o nouă producție a Operei clujene la 2 iulie 1997 și la 18 noiembrie 2000 la Opera Națională București.

## Geneza operei
Opera se compune din 3 acte și acțiunea ei se desfășoară în largul coastelor norvegiene (care l-au impresionat pe compozitor în urma unei călătorii a acestuia în Norvegia). A fost scrisă în 1841, în urma unei călătorii furtunoase către Londra. Orchestrația a fost revizuită de compozitor de multe ori și, cel mai adesea, opera este executată ca un singur act. Wagner s-a inspirat pentru subiectul acestei opere dintr-o legendă omonimă din secolul al XVII-lea.

## Personaje
- Daland – un corăbier norvegian (bas)
- Senta – fiica sa (soprană)
- Erik – vânătorul (tenor)
- Mary – bătrâna doică a Sentei (mezzo-soprană)
- cârmaciul de pe corabia lui Daland (tenor)
- Olandezul (bariton)
- Mateloți norvegieni, mateloții Olandezului, femei și fete norvegiene, cor

## Acțiunea operei
Opera prezintă povestea unui căpitan olandez, care jurase că va naviga în jurul Capului Bunei Speranțe, chiar dacă aceasta îi va lua toata viața și chiar mai mult. Condamnat de diavol să navigheze la nesfârșit, are voie să debarce pentru scurt timp la fiecare șapte ani, căutând acea femeie a cărei dragoste adevărată îl va izbăvi de blestem. În timpul unei furtuni, căpitanul norvegian Daland reușește să își ducă nava într-un loc mai liniștit, când lângă el apare nava fantomatică a Olandezului zburător. Daland este de acord ca Olandezul să îl urmeze pentru a o cunoaște pe fiica sa, Senta, care s-a îndrăgostit de un portret care semăna cu Olandezul zburător. Încă din prima clipă Senta înțelege că Olandezul este bărbatul viselor sale, iar la plecarea lui fuge de lângă familia ei și se aruncă în mare. Dragostea și sacrificiul Sentei, dispusă să treacă prin moarte pentru dragostea ei, desfac cumplitul blestem al Olandezului, aducând mântuirea acestuia. Din neființă, sufletele celor doi se unesc pentru totdeauna. Îmbrățișați, ei urcă deasupra mării, dispărând în înaltul cerului.